# Championnat du Kirghizistan de football 2006
Navigation
Saison précédente Saison suivante
La saison 2006 du Championnat du Kirghizistan de football est la quinzième édition de la première division au Kirghizistan. Les onze clubs participants sont répartis en deux poules. Les trois meilleures équipes de chaque poule se qualifient pour la phase finale, jouée elle aussi sous forme de groupe.
C'est le Dordoi-Dinamo Naryn, double tenant du titre, qui remporte à nouveau la compétition cette saison après avoir battu Abdish-Ata Kant lors d'un match décisif, les deux clubs ayant terminé à égalité de points en tête du classement final. C'est le troisième titre de champion du Kirghizistan de l'histoire du club, qui réussit un nouveau doublé en s'imposant face au Zhashtyk en finale de la Coupe du Kirghizistan.
Plusieurs changements ont lieu dans la liste des équipes participantes. Tout d'abord, l'SKA-Shoro Bichkek, vice-champion en titre, disparaît pour des raisons financières. Ensuite, la sélection nationale des moins de 17 ans prend la place des moins de 21 ans en championnat.
Le vainqueur du championnat se qualifie pour la Coupe du président de l'AFC, la compétition mise en place par l'AFC pour les nations dites émergentes, dont fait partie le Kirghizistan.

## Les clubs participants
- Dordoi-Dinamo Naryn
- Muras-Sport Bichkek - Promu de D2
- Zhashtyk Ak Altyn Kara-Suu
- Abdish-Ata Kant
- Kirghizistan U17
- Sher-Ak-Dan Bichkek - Promu de D2
- Alay Och
- Ak-Bura Och - Promu de D2
- Dinamo Aravan - Promu de D2
- Dostuk Ozgen - Promu de D2
- FC Shakhtyor Kyzyl-Kiya - Promu de D2

## Compétition
Le barème de points servant à établir le classement se décompose ainsi :
- Victoire : 3 points
- Match nul : 1 point
- Défaite : 0 point

### Première phase
| Rang | Équipe               | Pts | J  | G  | N | P  | Bp | Bc | Diff |
| ---- | -------------------- | --- | -- | -- | - | -- | -- | -- | ---- |
| 1    | Dordoi-Dinamo NarynT | 41  | 16 | 13 | 2 | 1  | 42 | 11 | +31  |
| 2    | Abdish-Ata Kant      | 27  | 16 | 7  | 6 | 3  | 45 | 23 | +22  |
| 3    | Muras-Sport BichkekP | 22  | 16 | 7  | 1 | 8  | 26 | 31 | -5   |
| 4    | Sher-Ak-Dan BichkekP | 21  | 16 | 6  | 3 | 7  | 24 | 22 | +2   |
| 5    | Kirghizistan U17     | 3   | 16 | 1  | 0 | 15 | 13 | 63 | -50  |

| Rang | Équipe                     | Pts | J  | G | N | P | Bp | Bc | Diff |
| ---- | -------------------------- | --- | -- | - | - | - | -- | -- | ---- |
| 1    | Zhashtyk Ak Altyn Kara-Suu | 25  | 10 | 8 | 1 | 1 | 44 | 8  | +36  |
| 2    | FC Alay Och                | 19  | 10 | 6 | 1 | 3 | 37 | 8  | +29  |
| 3    | FC Shakhtyor Kyzyl-KiyaP   | 18  | 10 | 6 | 0 | 4 | 32 | 23 | +9   |
| 4    | Ak-Bura BichkekP           | 10  | 10 | 3 | 1 | 6 | 11 | 26 | -15  |
| 5    | Dinamo AravanP             | 10  | 10 | 3 | 1 | 6 | 11 | 36 | -25  |
| 6    | Dostuk OzgenP              | 6   | 10 | 2 | 0 | 8 | 14 | 48 | -34  |

- Sportivement qualifié, le FC Shakhtyor Kyzyl-Kiya ne peut pas participer à la phase finale pour des raisons financières. Il est remplacé par Sher-Ak-Dan Bichkek.

### Phase finale
| Rang | Équipe                     | Pts | J  | G | N | P | Bp | Bc | Diff |
| ---- | -------------------------- | --- | -- | - | - | - | -- | -- | ---- |
| 1    | Dordoi-Dinamo Naryn'T'C    | 24  | 10 | 7 | 3 | 0 | 29 | 1  | +28  |
| 2    | Abdish-Ata Kant            | 24  | 10 | 7 | 3 | 0 | 16 | 2  | +14  |
| 3    | Zhashtyk Ak Altyn Kara-Suu | 18  | 10 | 5 | 3 | 2 | 17 | 13 | +4   |
| 4    | Muras-Sport BichkekP       | 7   | 10 | 2 | 1 | 7 | 10 | 29 | -19  |
| 5    | FC Alay Och                | 6   | 10 | 1 | 3 | 6 | 8  | 16 | -8   |
| 6    | Sher-Ak-Dan BichkekP       | 4   | 10 | 1 | 1 | 8 | 7  | 26 | -19  |

|  | Qualification pour le match pour le titre                                     |
|  | Dissolution du club en fin de saison                                          |
|  | T : Tenant du titre C : Vainqueur de la Coupe du Kirghizistan P : Promu de D2 |

### Match pour le titre
| 25 octobre 2006 | Dordoi-Dinamo Naryn | 1 - 0 | Abdish-Ata Kant | Spartak Stadium, Bichkek |
|                 | Krasnov 15e         |       |                 |                          |

## Bilan de la saison
| Championnat du Kirghizistan de football 2006 |                                   |
| Champion                                     | Dordoi-Dinamo Naryn (3e titre)    |
| Coupes et trophées                           |                                   |
| Vainqueur de la Coupe du Kirghizistan 2006   | Dordoi-Dinamo Naryn               |
| Qualifications continentales                 |                                   |
| Coupe du président de l'AFC 2007             | Dordoi-Dinamo Naryn               |
| Promotions et relégations                    |                                   |
| Promus en Vysshaya Liga                      | Aviator-AAL Bichkek               |
| Promus en Vysshaya Liga                      | Kant-77                           |
| Promus en Vysshaya Liga                      | FC Neftchi Kotchkor-Ata           |
| Promus en Vysshaya Liga                      | FC Lokomotiv Djalalabad           |
| Promus en Vysshaya Liga                      | Abdish-Ata-FShM Kant              |
| Relégués en Deuxième division                | FC Shakhtyor Kyzyl-Kiya           |
| Relégués en Deuxième division                | Dinamo Aravan                     |
| Relégués en Deuxième division                | Dostuk Ozgen                      |
| Relégués en Deuxième division                | Ak-Bura Bichkek                   |
| Relégués en Deuxième division                | Muras-Sport Bichkek (dissolution) |